# Аквевиве (Кампобасо)
Аквевиве (итал. Acquevive) је насеље у Италији у округу Кампобасо, региону Молизе.
Према процени из 2011. у насељу је живело 66 становника. Насеље се налази на надморској висини од 577 м.